# Cyriaque Louvion
Cyriaque Louvion, né le 24 juillet 1987 à Saint-Saulve, est un footballeur français qui évolue au poste de défenseur central comme stoppeur, mais est également utilisé comme milieu récupérateur. Il est actuellement membre du staff du Thonon Évian FC.

## Biographie
Cyriaque Louvion fait ses débuts dans le club de football de sa ville, l'UO Albertville.
À 12 ans, il est repéré par l’Olympique lyonnais, où il effectue une formation de trois années pour ensuite intégrer à 15 ans l'OGC Nice, avec lequel il gagnera le championnat de France des 18 ans en 2004.
Cette même année, alors qu'il a 17 ans, il s'engage avec l'AS Cannes, avant d'être recruté deux ans plus tard par Le Mans UC 72 qui évolue en Ligue 1. Il y signe son premier contrat professionnel à 18 ans.
Il commence avec la réserve du MUC 72, puis très vite l'entraîneur de l’équipe première Frédéric Hantz l'intègre dans le groupe professionnel et lui permet de disputer ses premiers matchs en Ligue 1 en défense centrale à aux côtés de Marko Baša et Grégory Cerdan.
Après cinq années passées au Mans, il s'engage avec Le Havre AC, le 3 août 2011. Dès son arrivée, il occupe le poste de défenseur central, et devient l'un des joueurs les plus utilisés par l’entraîneur havrais, Cédric Daury. Au terme de cette même saison, l'équipe termine meilleure défense du championnat de Ligue 2.  Son entraîneur le qualifie de "garçon très sérieux, qui a une très bonne mentalité. Il a un très bon jeu de tête (1,85 m pour 80 kg), il est intelligent dans son placement, présent dans le duel. Il est complet, régulier…" et ayant "simplement besoin de confiance, d'être dans de bonnes conditions pour s'exprimer".
Il rejoint l'Ergotelis Héraklion en janvier 2015 pour un contrat d'un an et demi et dispute son premier match face au Panathinaïkos. Il fait finalement son retour en France six mois plus tard, paraphant un bail de 2 ans auprès du Tours FCavec pour entraîneur Marco Simone.
En fin de contrat avec Tours à l'issue de la saison 2016-2017, Louvion signe un protocole d'accord avec l'US Orléans qui annonce son arrivée pour une durée d'une saison plus une en option,. Toutefois, quelques heures après cette signature, le Tours FC lui propose un nouveau contrat de trois ans et Louvion désire retourner auprès de son ancien club. Les deux équipes entrent en négociation et il est décidé que le défenseur reste à Tours, le 10 juillet 2017,. Finalement, Louvion signe une prolongation de contrat de trois ans avec Tours, officialisée le 18 juillet 2017,. Quelques jours après cette signature, le défenseur explique qu'il avait deux propositions et qu'il a finalement choisi de rester à Tours, sa priorité, car sa famille y était bien installée.
À l’issue de sa saison 2018-2019 avec le Tours FC il est le défenseur central le plus utilisé par son entraîneur avec 30 matchs joués et l’équipe termine troisième meilleure défense du championnat.
Il raccroche les crampons en 2025 après six années au Thonon Évian FC et intègre le staff de l'équipe première.

## En sélection
Il est sélectionné durant deux années consécutives à plusieurs reprises en Équipe de France espoirs par René Girard.
En 2007, il est sélectionné pour disputer le tournoi de Toulon, que les Français gagneront pour la quatrième fois consécutive. Cyriaque Louvion marque un but contre le Japon lors de leur victoire cinq buts à un.

## Statistiques détaillées
| Saison                | Club                  | Championnat           | Championnat | Championnat | Coupe nationale | Coupe nationale | Coupe de la Ligue | Coupe de la Ligue | Total | Total |
| Saison                | Club                  | Division              | M.          | B.          | M.              | B.              | M.                | B.                | M.    | B.    |
| 2004-2005             | AS Cannes             | National              | 5           | 0           | -               | -               | -                 | -                 | 5     | 0     |
| 2005-2006             | AS Cannes             | National              | 23          | 1           | -               | -               | -                 | -                 | 23    | 1     |
| Sous-total            | Sous-total            | Sous-total            | 28          | 1           | -               | -               | -                 | -                 | 28    | 1     |
| 2006-2007             | Le Mans UC            | Ligue 1               | 16          | 0           | 2               | 0               | 1                 | 0                 | 19    | 0     |
| 2007-2008             | Le Mans UC            | Ligue 1               | 17          | 0           | 2               | 0               | 3                 | 0                 | 22    | 0     |
| 2008-2009             | Le Mans UC            | Ligue 1               | 13          | 0           | 2               | 0               | 1                 | 0                 | 16    | 0     |
| 2009-2010             | Le Mans UC            | Ligue 1               | 19          | 0           | 1               | 0               | 1                 | 0                 | 21    | 0     |
| 2010-2011             | Le Mans UC            | Ligue 2               | 23          | 0           | 3               | 0               | 1                 | 0                 | 27    | 0     |
| Sous-total            | Sous-total            | Sous-total            | 88          | 0           | 10              | 0               | 7                 | 0                 | 105   | 0     |
| 2011-2012             | Le Havre AC           | Ligue 2               | 34          | 1           | 4               | 0               | 1                 | 0                 | 39    | 1     |
| 2012-2013             | Le Havre AC           | Ligue 2               | 19          | 0           | 2               | 0               | -                 | -                 | 21    | 0     |
| 2013-2014             | Le Havre AC           | Ligue 2               | 27          | 1           | 1               | 0               | 2                 | 0                 | 30    | 1     |
| Sous-total            | Sous-total            | Sous-total            | 80          | 2           | 7               | 0               | 3                 | 0                 | 90    | 2     |
| 2014-2015             | Ergotelis Héraklion   | Super League 1        | 15          | 0           | -               | -               | -                 | -                 | 15    | 0     |
| 2015-2016             | Tours FC              | Ligue 2               | 25          | 0           | 1               | 0               | 3                 | 0                 | 29    | 0     |
| 2016-2017             | Tours FC              | Ligue 2               | 25          | 3           | 1               | 0               | 1                 | 0                 | 27    | 3     |
| 2017-2018             | Tours FC              | Ligue 2               | 9           | 1           | 1               | 1               | 1                 | 0                 | 11    | 2     |
| 2018-2019             | Tours FC              | National              | 29          | 1           | 4               | 1               | 1                 | 0                 | 34    | 2     |
| Sous-total            | Sous-total            | Sous-total            | 88          | 5           | 7               | 2               | 6                 | 0                 | 101   | 7     |
| 2019-2020             | Thonon Évian GGFC     | Régional 1            | 12          | 0           | 1               | 0               | -                 | -                 | 13    | 0     |
| 2020-2021             | Thonon Évian GGFC     | National 3            | 4           | 0           | 3               | 0               | -                 | -                 | 7     | 0     |
| 2021-2022             | Thonon Évian GGFC     | National 3            | 18          | 1           | -               | -               | -                 | -                 | 18    | 1     |
| 2022-2023             | Thonon Évian GGFC     | National 2            | 25          | 0           | 2               | 0               | -                 | -                 | 27    | 0     |
| 2023-2024             | Thonon Évian GGFC     | National 2            | 14          | 0           | -               | -               | -                 | -                 | 14    | 0     |
| 2024-2025             | Thonon Évian GGFC     | National 3            | 10          | 0           | 1               | 0               | -                 | -                 | 11    | 0     |
| Sous-total            | Sous-total            | Sous-total            | 83          | 1           | 7               | 0               | -                 | -                 | 90    | 1     |
| Total sur la carrière | Total sur la carrière | Total sur la carrière | 382         | 9           | 31              | 2               | 16                | 0                 | 429   | 11    |

## Palmarès
- Vainqueur du Tournoi de Toulon en 2007 avec l'équipe de France des moins de 20 ans.
- Vainqueur du championnat de France des 18 ans en 2004 avec l'OGC Nice.